# Kurt Daluege
 (juillet 2020).

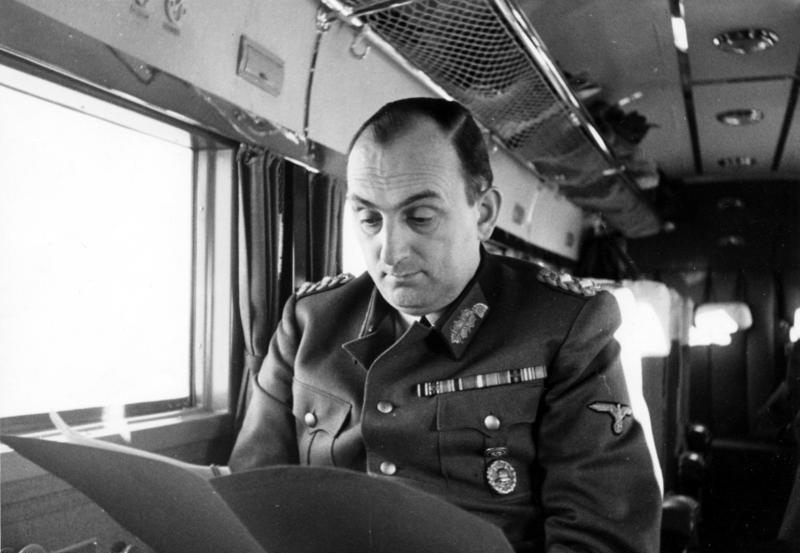
Kurt Daluege en 1940.

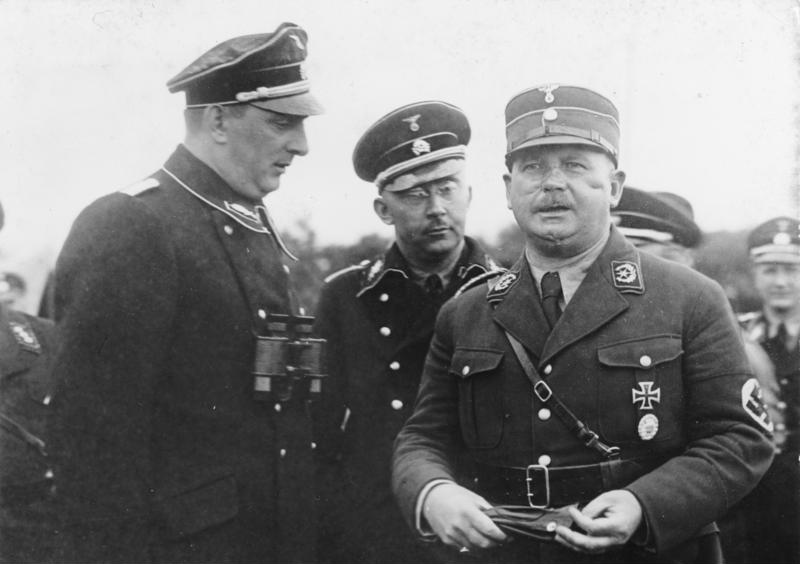
Kurt Daluege, Heinrich Himmler et Ernst Röhm en 1933.

Kurt Daluege est un policier allemand, membre du parti nazi, SS-Oberst-Gruppenführer et chef de l’Ordnungspolizei, né le 15 septembre 1897 à Kreuzburg (province de Silésie) et mort exécuté le 24 octobre 1946 à Prague (Tchécoslovaquie).
Également suppléant du Reichsführer-SS Heinrich Himmler pour la police, il a aussi été vice-gouverneur de Bohême-Moravie, de 1942 (après l'assassinat de Reinhard Heydrich) à 1943. Pour des raisons de santé, il a ensuite été déchargé de ses diverses fonctions. Après la guerre, il a été incarcéré, extradé en Tchécolosvaquie où il a été jugé et condamné pour crimes de guerre, puis pendu.

## Jeunesse et Première Guerre mondiale
Kurt Daluege, fils d’un fonctionnaire prussien, est né à Kreuzburg, une petite ville de Haute-Silésie, le 15 septembre 1897.
Pendant la Première Guerre mondiale, en 1916, il rejoint l’armée allemande et sert dans le 7e régiment de la Garde, sur le front de l’Ouest. Il y est sérieusement blessé à plusieurs reprises (ensuite reconnu handicapé à 25 %). Il est alors décoré pour sa bravoure.

## Années 1920
De 1918 à 1921, il participe aux combats entre milices allemande et polonaise, en tant que membre du "Freikorps Selbstschutz Oberschlesien" (SSOS, « Autodéfense de Haute-Silésie », sa région d'origine), corps franc organisé par des anciens combattants.
Il associe son activisme militant avec des études d'ingénieur civil et un travail d'ouvrier en usine à Berlin. Durant cette période, il milite dans de nombreux groupuscules nationalistes, völkisch et antisémites  et rejoint le Freikorps Roßbach en 1922. Il obtient son diplôme d'ingénieur civil en 1924.
Dès 1922, il s'affilie au NSDAP encore inconnu et qui n'est à ce moment qu'un groupuscule nationaliste parmi d'autres ; Daluege soutient le pustch d'Adolf Hitler du 9 novembre 1923, en tant qu'agent de liaison à Berlin, ce que Hitler n'oubliera jamais.
Après l'échec de cette tentative de prise du pouvoir, le parti nazi et la SA sont interdits. Cela n'empêche pas Daluege de rester un militant actif, qui déploie ses efforts pour maintenir la cohésion de la base du parti et de la SA pendant leur interdiction.
En mars 1926, NSDAP et SA peuvent à nouveau agir dans un cadre légal et Daluege y renouvelle son adhésion, s'inscrivant au parti nazi sous le matricule 31.981 et fondant la SA pour Berlin et le Brandebourg.
Le 16 octobre 1926, Daluege épouse Käthe Schwarz, née le  23 novembre 1901, avec laquelle il aura quatre enfants (trois fils et une fille).
Daluege occupe de nombreux postes de responsabilité au sein de la Sturmabteilung (la SA) : Gruppenführer à Berlin et du Brandebourg puis Gausturmführer pour le Gau de Berlin-Brandebourg de 1926 à 1930, et enfin gauleiter suppléant du NSDAP pour la même région.

## SS et policier
En juillet 1930, à la demande personnelle de Hitler, Daluege quitte la SA et rallie les rangs de la SS, où on lui attribue le grade d’Oberführer (grade propre à la SS, intermédiaire entre ceux de colonel et général). Il est principalement chargé d’espionner la SA et les opposants politiques au NSDAP. À ce moment-là, la SS est une petite organisation dépendant de la SA et de faible importance numérique. En 1931-1932, il est nommé Führer de la IIIe section SS de Berlin.
Il prouve à nouveau sa loyauté à Hitler en s'opposant à la tentative de prise de pouvoir de la SA au sein du NSDAP, menée en 1931 par Stennes. Pour la deuxième fois, il s'affirme comme un Kampfgenosse (camarade de combat), ce qui lui assure la bienveillance de Hitler pour la suite de sa carrière. 
En 1932, Daluege devient membre du parlement prussien ; en novembre de la même année, il est élu, dans le district ouest de Berlin, député au Reichstag, siège qu’il va conserver jusqu’en 1945.
À la même époque, Hermann Göring le nomme au ministère prussien de l’intérieur, chargé des forces de police. 
En 1936, toutes les forces de police allemandes sont réorganisées par le ministre de l’intérieur du Reich, Wilhelm Frick. Elles sont intégrées à la SS et placées sous l’autorité de Heinrich Himmler, Reichsführer-SS et Chef der deutschen Polizei. Daluege et l’Ordnungspolizei ne passent pas sous la coupe de Reinhard Heydrich, malgré les efforts de celui-ci.
De 1936 à la fin de la guerre, Daluege est le chef de l'Ordnungspolizei, qui regroupe toutes les polices régulières allemandes en uniforme, à l'exception de la police militaire (la Feldgendarmerie). Le rôle de Daluege dans la nazification de la police et sa transformation en bras armé de l'antisémitisme est largement méconnu. Le 14 mars 1941, Himmler lui fait part dans un entretien privé de son projet d'associer des unités de l'Ordnungspolizei à la lutte contre « l'ennemi idéologique » que sont les Juifs dans le cadre d'un futur front à l'Est. Himmler décide donc de créer l’Einsatzgruppe zur besonderen verwendung (« Einsatzgruppe à usage spécial ») composé de quatre bataillons de l'Ordnungspolizei, lequel Einsatzgruppe sous le commandement de  Udo von Woyrsch va compléter l'action génocidaire des cinq autres Einsatzgruppen en Pologne orientale et en Union soviétique, à la suite du déclenchement de l'opération Barbarossa.
Le 20 avril 1942, jour des 53 ans du Führer, Daluege est promu SS-Oberst-Gruppenführer et Generaloberst der Polizei : il est le premier SS à atteindre ce grade. Il se rend plusieurs fois dans la partie de l'URSS conquise par les nazis où ont lieu les tueries massives de Juifs. Le lendemain de la mort de Heydrich, en juin 1942, outre ses fonctions à la tête de l'Ordnungspolizei qu'il conserve, il succède à ce dernier au poste de gouverneur adjoint (ou vice-gouverneur) de Bohême-Moravie (« Stellvertretender Reichsprotektor in Böhmen und Mähren ») : en représailles à l'assassinat de son prédécesseur, il est l'un des responsables de la destruction des villages de Lidice et Ležáky.

## Maladie, arrestation et exécution
En mai 1943, Daluege subit une grave attaque cardiaque, dont il ne se remet que très partiellement. En août, il est déchargé de ses responsabilités, et il passe le reste de la guerre dans une propriété qui lui a été offerte par Adolf Hitler. 
En mai 1945, Daluege est arrêté par les troupes britanniques à Lübeck ; il est alors emprisonné à Nuremberg jusqu’à son extradition en Tchécoslovaquie, en septembre 1946.
Condamné à mort pour crimes de guerre le 23 octobre 1946, il est pendu le jour même ou le lendemain à la prison de Pankrác à Prague. 